# 恐ろしき錯誤
『恐ろしき錯誤』（おそろしきさくご）は、江戸川乱歩の短編小説。

## 概要
『新青年』1923年11月号に掲載された。「二銭銅貨」「一枚の切符」が『新青年』編集長の森下雨村に好評だったため、気負って書いて投稿したものの、森下の評価は高くなく、関東大震災後の復活号にようやく掲載された。本作が一向に掲載されなかったことを乱歩は不満に思い、1923年は本作以外の小説を書かなかった。しかし、本作掲載後も、自分の能力が未熟として、乱歩は小説を書かなくなり、『新青年』編集部の懇請でようやく「二癈人」を書き、再び小説を書くようになった。

## あらすじ
北川と野本は学生時代からのライバルで互いに好意を抱いておらず、恋でもライバルであった。北川が下宿している家の娘、妙子には北川だけでなく、その友人たちも、そして野本も想いを寄せていたからである。そんな中、妙子の気持ちをつかんでいるのが野本なのは誰の目にも明白だった。しかし、野本が帰省した隙に、北川は妙子の家に対する自分の有利な家柄などを利用し、妙子と結婚してしまったのだった。
やがて子どもも生まれたが、ある日、北川の家が火事となる。北川は子どもを抱いて脱出し、妙子にも声をかけたが、妙子は何故か途中で燃えさかる家の中にとって返し、焼死する。
悲嘆にくれる北川に近所に住む友人の越野が、妙子が燃えさかる家に戻る前に彼女に話しかけた男がいた。その男は妙子目当てに北川の下宿に集まった仲間たちの誰かに似ていたと述べる。北川は、その男が妙子に、あなたの赤子は奥の座敷に寝ていると言って妙子を殺したのではないか、そしてそれは野本が自分への復讐のためにやったことではないかと考える。
北川はその復讐に対する復讐を考える。妙子が昔から皆の前でつけていたペンダントと同じものを二つ作り、そのそれぞれの中に、野本、井上、松村と学友の写真を貼って、それぞれその学友に渡し、妙子は夫である自分ではなくて、ずっと君に惚れていたのに、君は妙子を殺してしまったのだと告げるという方法である。本当に北川の思っていた方法で妙子を殺した犯人なら激しい苦悶に陥るはずだ。井上、松村はペンダントを渡すまでもなく無実であることがわかる。残る本命の野本に会ってそれを実行すると、野本は渡されたペンダントをあけないままに失神してしまい、北川は勝ったと狂喜する。
しかし翌日、北川は自分は違うペンダントを野本に渡したのではないかという思いにとらわれる。そこへ野本から、松村はそんなことをする男ではない、君は療養した方がいいとの丁寧な手紙が来る。北川は発狂する。

## 登場人物
北川（きたがわ）本作の主人公。無愛想で、目標を達成するまでは１つのことに集中する思い込みの激しい性格。
野本（のもと）北川のライバル。快活な美男子。妙子を北川に奪われたのちも独身を通している。
妙子（たえこ）北川の妻。美人でしとやか。北川の友人たちの憧れの存在だった。
越野（こしの）学生時代からの北川の友人。火事のときには北川家の避難の手伝いをした。

## 収録
光文社文庫『江戸川乱歩全集第1巻　屋根裏の散歩者』（2004年）